# Distretto di Kerki
Il distretto di Kerki, precedentemente noto col nome di "distretto di Atamyrat", è un distretto del Turkmenistan situato nella provincia di Lebap. Ha per capoluogo la città di Kerki.